# Pandai (Woha)
Pandai is een bestuurslaag in het regentschap Bima van de provincie West-Nusa Tenggara, Indonesië. Pandai telt 1985 inwoners (volkstelling 2010).